# NGC 4913
NGC 4913 је ознака објекта на координатама са ректансцензијом 13h 0m 46,5s и деклинацијом + 37° 20" 40'. Открио га је Лоренс Парсонс, 24. априла 1865. Каснијим посматрањима на том положају није уочен никакав астрономски објекат.